# Fromia subtilis
Fromia subtilis is een zeester uit de familie Goniasteridae. De wetenschappelijke naam van de soort werd als Scytaster subtilis in 1871 gepubliceerd door Christian Frederik Lütken.